# ミコ・ヒューズ
ミコ・ヒューズ（Miko Hughes, 1986年2月22日 - ）は、アメリカ合衆国・カリフォルニア州アップルバレー出身の俳優・元子役。マイコ・ヒューズと表記されることもある。

## 来歴
チカソー系の血を引く。幼少期から子役として活動しており、3歳の時にスティーヴン・キングが自身の原作を脚色した『ペット・セメタリー』で映画デビュー。
1998年の『マーキュリー・ライジング』では命を狙われる自閉症の少年を演じ､その演技力が高く評価された。
その他、『エルム街の悪夢』の番外編である『エルム街の悪夢 ザ・リアルナイトメア』ではヘザー・ランゲンカンプの息子ディラン、テレビドラマ『フルハウス』では第3シーズンから登場するミシェルの友達の生意気な男の子アーロンを演じていた。

## フィルモグラフィ
| 公開年    | 邦題 原題                                               | 役名                         | 備考                                       |
| --------- | ------------------------------------------------------- | ---------------------------- | ------------------------------------------ |
| 1989      | ペット・セメタリー Pet Sematary                         | ゲイジ・クリード             |                                            |
| 1990      | キンダガートン・コップ Kindergarten Cop                 | ジョセフ                     |                                            |
| 1990-1995 | フルハウス Full House                                   | アーロン・ベイリー           | テレビシリーズ、13エピソードに出演         |
| 1992      | 立証責任 The Burden of Proof                            | サム                         | テレビ映画                                 |
| 1993      | みんな愛してる Jack the Bear                            | ディラン・リーリー           | DVD題『ジャック・ザ・ベア/みんな愛してる』 |
| 1994      | サイバークローン Natural Selection                      | ニック･“ニッキー”･ブレイデン | テレビ映画                                 |
| 1994      | コップス&ロバーソン Cops and Robbersons                 | ビリー・ロバーソン           |                                            |
| 1994      | エルム街の悪夢 ザ・リアルナイトメア New Nightmare       | ディラン                     |                                            |
| 1995      | アポロ13 Apollo 13                                      | ジェフリー・ラヴェル         |                                            |
| 1997      | ゼウス&ロクサーヌ/イルカにのった犬 Zeus and Roxanne     | ジョーダン・バーネット       |                                            |
| 1997      | スポーン Spawn                                          | ザック                       |                                            |
| 1998      | マーキュリー・ライジング Mercury Rising                 | サイモン・リンチ             |                                            |
| 1999      | 致死誓約 Lethal Vows                                    | グレアム・ファリス           | テレビ映画                                 |
| 1999      | ベイビー・トーキング Baby Geniuses                      |                              | 声の出演                                   |
| 2002      | タイムマイン Clockstoppers                              | ドップラー（少年期）         |                                            |
| 2006      | サーフ・アカデミー 恋のマヒマヒ・ダンシング Surf School | タズ                         |                                            |
| 2008      | トロピック・サンダー/史上最低の作戦 Tropic Thunder      | ラジオDJ                     | クレジットなし                             |
| 2011      | カジノ・ゾンビ BET OR DEAD Remains                      | ジェンセン                   |                                            |